# Лагун
Лагу́н (лагунёц, ручонка, стоян) — дорожная деревянная утварь бондарной работы для перевозки жидкостей, посуда для воды, кваса, пива. На Руси лагуны брали с собой на далёкие покосы, в лес на заготовку дров, в соседний город на ярмарку. В дороге лагун привешивали к повозке или телеге.
Лагун представлял собой небольшой сосуд с крышкой в форме усечённого конуса с длинным трубчатым носиком, вставленным в тулово под углом в 45 градусов, и имел две ручки — боковую и верхнюю. Крышка лагуна, закрывавшаяся щеколдой, шарниром или вертелюгой, соединялась с боковой ручкой и маленькой крышечкой на носике. Устройство лагуна не позволяло содержимому произвольно расплёскиваться. Лагун корчажного крестьянского пива упоминается у И. С. Аксакова в «Семейной хронике».